# 1-я бригада Армии Людовой имени Земли Краковской
1-я бригада Армии Людовой Земли Краковской им. Бартоша Гловацкого (пол. 1 Brygada Armii Ludowej Ziemi Krakowskiej im. Bartosza Głowackiego) — польское партизанское соединение Армии Людовой, которое действовало с июля 1944 на оккупированной нацистской Германией территории Кракова. В частности в Хроберских лесах целью бригады была дезорганизация немецких войск и их объектов по всему фронту, а также помощь 1-му Украинскому фронту продолжавшему боевые действия на Сандомирском плацдарме. Численность бригады составляла около 450 бойцов.

## История
Бригада боролась в защиту Пинчовской республики в июле и  августе 1944 года, принимая участие в «битве за  Млодзявами» и в «сражении за Скальбмеж». В первом же бою участвовала вся бригада под командованием капитана Йозефа Сатурна, а во втором бою только одна рота под командованием поручика Зыгмунта Бешчанина. Ранее подразделение под командованием поручика Бешчанина сражались под Садковкой, где гитлеровцы потеряли шесть убитыми и двумя ранеными. 

## Формирование и командование

### Формирование
Бригада была сформирована изначально из двух дивизий под командованием капитана Зыгмунта Бешчанина и поручика Яна Тшаска «Гутека» (пол. Jana Trzaskę «Gutka») в пинчовском гарнизоне АЛ и БХ. На самостоятельной основе к бригаде присоединился  Крестьянский батальон (БХ) под командованием Йозефа Машланки.  В штаб вошёл также и поручик Антони Ямчак (пол. Antoni Jamczak) и группа десантников из Польского партизанского штаба. 13 июля 1944 года бригада была вооружена путём предоставления ей оружия и боеприпасов, в том числе около сотни пулемётов.

### Командование
- Командир бригады — капитан Юзеф Сатурн «Бартек» (пол. Józef Saturn «Bartek»)
- Заместитель командира бригады — поручик Лонгин Валькновский «Ронин» (пол. Longin Walknowski «Ronin»)
- командир 1-й роты — подпоручик Борыс Загнер «Борыс» (пол. Borys Zagner «Borys»)
- командир 2-й роты — подпоручик Антоний Добровольский (пол. Antoni Dobrowolski)[5]
- командир 3-й роты — капитан Зыгмунт Бешчанин «Адам» (пол. Zygmunt Bieszczanin «Adam»)
- командир 4-й роты — поручик/капитан Ян Шитко «Яшек» (пол. Jan Siatko «Jasiek»)
- командир 5-й роты — поручик Ян Тжаска «Гутек» (пол. Jan Trzaska "Gutek")[6]